# WWE SmackDown! vs. Raw 2006
WWE SmackDown! vs. Raw 2006, noto in Giappone come Exciting Pro Wrestling 7, è un videogioco di wrestling del 2005, sviluppato da Yuke's Future Media Creators e pubblicato da THQ su licenza World Wrestling Entertainment per PlayStation 2 e PlayStation Portable.

## Modalità di gioco
Rispetto al predecessore il gioco offre una grafica migliorata, e nuovi atleti come Jake Roberts  (sbloccabile tramite collegamento con la PlayStation Portable) o Hulk Hogan, il principale assente della versione precedente.
Nel gioco viene introdotto lo spogliatoio, un luogo in cui sono immagazzinati i dati del giocatore (come il numero di vittorie, ecc.), la modalità General Manager, in cui il giocatore si immedesima nel general manager di uno dei due roster WWE, SmackDown! o Raw, gestendo e organizzando incontri, rivalità e avvenimenti del roster, al fine di conquistare il titolo di "General Manager dell'anno". Un'altra novità riguarda la creazione delle superstar personalizzate, presente anche nella versione precedente, ma migliorata notevolmente, sia come possibilità di rifinimento dei dettagli (è possibile inserire il luogo di provenienza della propria superstar per esempio), sia come miglioramento delle statistiche: i punti di esperienza accumulati durante la modalità Season, diventano infiniti una volta terminata la modalità in entrambi i roster, permettendo di creare Superstar con valori più realistici.
Vi sono diversi set di mosse prestabilite, sbloccabili durante il gioco, che corrispondono alle mosse di alcune superstar non presenti nel gioco (ad esempio Goldberg, i Dudley Boyz, Matt e Jeff Hardy, Jimmy Snuka, Irwin R. Schyster, Val Venis, Bob Orton, ecc...) in modo da lasciare al giocatore il compito di creare le proprie superstar preferite rimaste escluse. La colonna sonora include brani di Megadeth, Fireball, Dillinger Escape Plan, Dark New Day, Bumpy Knuckles, Ron J, Billy Ray, Poet, Vada, Not Forgotten e Static-X.

## Season Mode
Gli eventi della Season Mode variano da wrestler a wrestler in base al suo roster di appartenenza e alle scelte del giocatore. Nel gioco vi sono le seguenti storyline:

### SmackDown!
Teddy Long viene investito
Questa storyline si ottiene giocando con una qualunque superstar di Smackdown e parla di come un wrestler misterioso abbia investito il General manager, Theodore Long, con un'auto nel parcheggio per motivi sconosciuti, dopo che quest'ultimo aveva parlato con Torrie Wilson. La storyline prosegue con il wrestler che abbiamo scelto che inizierà ad indagare sull'identità dell'aggressore di Long, avanzando sospetti verso John Cena e Rob Van Dam, scatenando una faida tra loro e con loro.
Questa storyline sfocia, in base al nostro personaggio, in altre quattro storyline:
Il contratto di Torrie
Approfittando dell'assenza di Teddy Long, il campione WWE, JBL, si è appropriato del contratto di Torrie Wilson per il quale stava trattando con Teddy Long. Il nostro personaggio, John Cena e RVD faranno di tutto per impedire a JBL di appropriarsi della bella Torrie, contendendosi l'opportunità di sfidare il campione WWE per il suo contratto. Se si vincono tutti i match, tale storyline culmina in un Iron Man match non valido per il titolo a Vengeance tra il nostro personaggio e JBL. Vincendolo, potremo avere Torrie come Manager del nostro personaggio per il resto della modalità storia.
Il torneo Leggende
Questa storyline si ottiene giocando come uno dei seguenti personaggi: Kurt Angle, Booker T, Undertaker, Eddie Guerrero, uno dei wrestler riportati nella storyline precedente (scegliendo loro, si giocherà questa storyline come prima, in alternativa a quella del contratto di Torrie) o qualsiasi leggenda disponibile da noi selezionata per la modalità campagna ed assegnata al roster di Smackdown. Qui, il nostro personaggio verrà invitato dal Roster di Raw a partecipare a diverse sfide contro molti Hall of Famer e leggende della WWE per dimostrarsi la nuova superstar dominante della compagnia.
L'urna di Undertaker
Giocando con una superstar creata o con qualunque altro personaggio di Smackdown che non sia uno di quelli riportati nella storyline precedente, si otterrà la storyline dell'urna di Undertaker in alternativa a quella del torneo delle leggende. Qui, il nostro personaggio continuerà ad indagare sull'aggressore di Teddy Long, accusando Booker T e Kurt Angle, suscitando le ire dei due, i quali lo sfideranno in match uno contro uno. Dopo tali match, tuttavia, a sorpresa arriverà The Undertaker, che metterà KO i nostri rivali, dimostrando di essersi schierato dalla nostra parte apparentemente senza motivo. Successivamente, dopo essere stati accusati da Booker T ed Angle di aver corrotto Undertaker per farci da bodyguard, Eddie Guerrero verrà in nostro aiuto, difendendoci dalle loro accuse.
Successivamente, Latino Heat ci spiegherà che è stato lui a spingere Undertaker ad aiutarci dopo aver rubato la sua famigerata urna, un oggetto mistico in grado di controllare il Deadman. Eddie ci dirà di averci aiutato poiché è intenzionato a formare una stable assieme al nostro personaggio e ad Undertaker per conquistare Smackdown, approfittando dell'assenza del general manager dello show blu. Accettando la proposta di Eddie ed entrando nella sua squadra, dovremo quindi combattere contro Booker T e Kurt Angle diversi match aiutati sempre da Taker e Guerrero. Rifiutando, invece, si inizierà un feud con Latino Heat stesso, spalleggiato dal Deadman. In entrambi i casi, verso la fine della storyline, il nostro personaggio cercherà di appropriarsi dell'urna per sé stesso, stanco dei raggiri di Guerrero, che tuttavia lo ingannerà con un'urna falsa, facendolo poi mettere KO da Undertaker.
Infine, Eddie annuncerà di aver deciso di metterci definitivamente fuori dai giochi con un Buried Alive Match contro Undertaker da lui controllato a Survivor Series. Perdendo questo match, la modalità carriera terminerà con un fallimento e si dovrà ripetere tutto daccapo, quindi la vittoria, in questo caso, è necessaria. Sconfiggendo Taker, la nostra superstar riuscirà nell'impresa di seppellire il Deadman facendo distrarre Guerrero, che abbandonerà l'urna per cercare di farlo uscire dalla bara; al che, il nostro personaggio sostituirà la sua urna con quella falsa, e quando Guerrero cercherà di far tornare in forze Undertaker con l'urna, userà in realtà quella finta, pertanto Taker non obbedirà più agli ordini di Latino Heat, ma lo chiuderà nella bara, mentre il nostro personaggio, appropriatosi dell'urna vera, deciderà di fare la cosa giusta e la consegna ad Undertaker, liberandolo così dalla schiavitù a cui lo costringeva l'oggetto mistico.
Il ritorno della ECW (finale da babyface)
Questa sarà la storyline finale di Smackdown se si ha avuto quella del torneo delle leggende precedentemente. Alternativamente, per avere questo finale, bisogna accusare John Cena nella prima storyline, scegliere RVD come nostro partner contro gli sgherri di JBL nella seconda e non accettare l'alleanza con Eddie Guerrero nel caso si avesse avuto la storyline dell'urna di Taker. Alla Royal Rumble, Rob Van Dam è diventato il nuovo WWE Champion e, dopo che avremo vinto la Royal Rumble, saremo i contendenti al suo titolo a Wrestlemania (perdendo la Rumble si avrà fallito la modalità Season).
In seguito, Rob Van Dam ci rivelerà che l'aggressore di Teddy Long è stato Chris Jericho e che ciò faceva tutto parte di un suo piano per far cadere il roster di Smackdown nelle mani degli ex wrestler della ECW. Nelle settimane prima di Wrestlemania, affronteremo quindi diversi ex wrestler della ECW, tra cui Jericho a No Way Out, che si aspetta l'aiuto di Van Dam per vincere il titolo dei pesi massimi a Raw, dopo che avrà conquistato Smackdown per la ECW in modo da conquistare anche Raw per la suddetta federazione. RVD rivernicerà anche il titolo WWE con il logo della ECW. Alla fine della modalità storia, battendo RVD in un Hardcore Match a Wrestlemania, ci si riapproprierà del titolo WWE, ed insieme a Vince Mcmahon, il nostro personaggio metterà definitivamente KO Van Dam utilizzando un tavolo. Successivamente, McMahon licenzierà RVD, mentre noi avremo vinto il titolo WWE e completato la modalità storia di Smackdown.
L'aggressore di Theodore Long sono io! (finale da heel)
Se si ha avuto la storyline dell'urna di Undertaker, giocando come una superstar heel di Smackdown o prendendo come scelte di accusare Rob Van Dam nella prima storyline, di scegliere John Cena come nostro partner nella seconda e di allearsi con Eddie Guerrero nella terza, si avrà questa storyline finale invece di quella del ritorno della ECW. Alla Royal Rumble, John Cena ha vinto il titolo WWE e, dopo che avremo vinto la Royal Rumble, il nostro personaggio sarà sul ring di Smackdown la settimana successiva, pronto ad annunciare quale dei due campioni mondiali della federazione ha deciso di affrontare a Wrestlemania. Tuttavia, comparirà Teddy Long, appena ripresosi dal suo "incidente", che rivelerà a tutti l'identità di chi lo ha investito nel parcheggio sei mesi prima: nientemeno che il nostro personaggio.
La nostra Superstar non negherà nulla e, anzi, affermerà di aver aggredito Teddy apposta per riuscire a fare strada a Smackdown, competendo contro i wrestler migliori della lega sino ad arrivare allo status di contendente numero uno. Il nostro wrestler dirà anche che, per riuscire nel suo piano, ha finto per settimane di andare in giro ad interrogare molte superstar nello spogliatoio per tutti questi mesi, affinché nessuno potesse accusare lui, e, sicuro del suo piano, dirà che, ora che ha vinto la Royal Rumble, Teddy non lo può licenziare, perché gli deve un match per il titolo per contratto. Long si impegnerà dunque a rendere la vita del nostro wrestler impossibile con match molto impegnativi contro le migliori Superstar di Smackdown. Nel frattempo, a Raw, Triple H e Chris Jericho sono preoccupati che il nostro wrestler possa decidere di affrontare il campione dei Pesi Massimi a Wrestlemania passando a Raw, perciò si impegneranno ad aiutare il nostro personaggio mettendo KO i nostri rivali, affinché noi decidiamo di rimanere a Smackdown. Triple H arriverà persino ad aiutarci a No Way Out, facendo squadra con noi contro John Cena e Kurt Angle in un Hell in a Cell Match.
Successivamente, avremo la scelta di tradire anche HHH e Jericho, lasciandoli in balia dei wrestler di Smackdown per poi scegliere di affrontare proprio Triple H a Wrestlemania per il titolo dei pesi massimi, o se rimanere a Smackdown e affrontare le ultime sfide del vendicativo Teddy Long, vincendo un contratto che ci garantisce un match a nostra scelta contro John Cena per il titolo WWE. In base alla scelta, si vince il titolo dei Pesi Massimi di Raw o il titolo WWE di Smackdown, battendo rispettivamente Triple H o John Cena a Wrestle mania, dimostrando che il piano del nostro wrestler di mettere fuori gioco Theodore Long per diversi mesi per poter arrivare a competere per il titolo a Wrestlemania ha funzionato ed in questo modo si avrà completato la modalità Season di Raw o di Smackdown in base alla scelta sul campione da affrontare.

### Raw
Smackdown! contro Raw
La modalità storia di Raw inizierà sempre con il nostro personaggio impegnato in una rivalità con Triple H, campione dei pesi massimi, a meno che non si giochi come Triple H stesso, Ric Flair o Shelton Benjamin: in tal caso, la prima storyline sarà quella del torneo delle leggende presente anche per il roster di Smackdown come storyline alternativa a quella dell'urna di Undertaker. Giocando come qualunque altra superstar, invece, si dovranno combattere diversi match contro HHH e Flair che, giocando sporco, riusciranno sempre alla fine degli incontri a metterci KO. Tuttavia, arriverà in nostro soccorso Shelton Benjamin, il campione Intercontinentale. Benjamin verrà però infortunato da Triple H e Flair, che ci rimetteranno subito in inferiorità numerica. Ad un certo punto, però, due wrestler di Smackdown, John Cena e Big Show, irromperanno a Raw, mettendo KO HHH, Flair e anche il nostro personaggio, lanciando una sfida interlega. Ciò porterà ad una rivalità tra Raw e Smackdown e ad una forzata alleanza tra il nostro personaggio e Triple H, che culminerà in un Tag Team match Smackdown contro Raw a Summerslam tra di noi e Triple H contro Cena e Show.
Rivalità con Triple H o Shelton Benjamin
Al termine della precedente storyline, Triple H deciderà di lasciarci stare e si potrà quindi scegliere se lasciar perdere la nostra rivalità con lui e non aiutare Shelton Benjamin a vendicarsi dell'infortunio subito a causa sua e di Ric Flair, o se continuare la nostra rivalità con loro, aiutando Shelton a vendicarsi. Nel primo caso, la storyline culmina in un Steel Cage Match contro Shelton Benjamin ad Unforgiven per il titolo Intercontinentale; alternativamente, si affronterà nello stesso match Triple H per il titolo dei pesi massimi. Sia che si vinca o si perda, al termine dell'incontro, il general manager di Raw, Eric Bischoff, renderà il match irregolare, poiché, nel regolamento della federazione, pare sia vietato difendere il titolo in un incontro in gabbia nel mese di Settembre. Bischoff renderà quindi il titolo appena vinto/perso vacante.
Una storia molto speciale
In questa storyline, si dovrà sostituire l'infortunato William Regal in qualità di Tag Team Champion come partner di Eugene contro Edge e Christian (se si usa uno di questi wrestler, invece, si avrà la storyline del torneo leggende alternativamente a questa). Tuttavia grazie alla loro manager, Trish Stratus, che distrarrà il bambinone Eugene, il nostro personaggio si ritroverà da solo contro i rivali e verrà pertanto privato (sia in caso di vittoria che di sconfitta) dei titoli di coppia. Successivamente, si può decidere se arrabbiarci con Eugene o perdonarlo e tentare di convincerlo a lasciar perdere Trish, che lo sta solo prendendo in giro.
Alla fine, comunque, il nostro personaggio e Eugene torneranno in buoni rapporti e, più motivati che mai, affronteranno Edge e Christian in un Ladder Match per i titoli di coppia a Survivor Series con in palio anche il contratto di Trish Stratus. Vincendo il match, William Regal ci farà i complimenti, ma pretenderà di riavere il titolo di coppia, essendo guarito dall'infortunio. Il nostro personaggio glielo restituirà in cambio del contratto di Trish Stratus che sarà esclusivo per noi: potremo quindi usare la bella Stratus come nostra manager fino alla fine della modalità storia. Tuttavia, cedendo il titolo a Regal, Bischoff ne approfitterà per far notare a tutti come ciò sia vietato dal regolamento, rendendo anche questo titolo vacante.
Scontro finale con Triple H
Alla Royal Rumble, Triple H sarà ancora una volta il campione dei pesi massimi, e il nostro personaggio sarà il suo sfidante a Wrestlemania, avendo vinto la Royal Rumble. Scopriremo, inoltre, che Eric Bischoff aveva reso vacanti tutti i titoli nel tentativo di sabotare Raw e ricreare la WCW spalleggiato dal campione WWE di Smackdown, JBL. Dopo che Vince McMahon avrà licenziato Bischoff e noi avremo pestato JBL nei parcheggi, Jimmy Hart diverrà il nuovo General Manager di Raw, mentre Mankind ne sarà lo sceriffo. I due faranno in modo che Triple H non usi i suoi alleati per impedirci di arrivare a Wrestlemania a sfidarlo per il titolo, e, inoltre, allestiranno un Hell in a Cell Match per il mondiale dei Pesi Massimi tra noi ed HHH a Wrestlemania. Vincendo il match ed il titolo, si avrà spodestato Triple H una volta per tutte e completato la modalità Season di Raw.
Il traditore di Raw
Questa storyline finale è abbastanza rara: si ottiene in alternativa alla storyline precedente e come superstar creata di Raw solo nel caso la modalità Season non è mai stata finita in precedenza, se si ha scelto di tradire Shelton Benjamin nella seconda storyline e di insultare Eugene nella terza. In alternativa, per avere questa storyline si deve giocare come Triple H, Ric Flair, o Chris Jericho. Tutti gli altri personaggi di Raw avranno sempre la storyline precedente come finale. In questo finale alternativo, Batista è diventato il nuovo campione dei Pesi Massimi alla Royal Rumble, e il nostro personaggio il suo contendente a Wrestlemania dopo aver vinto la Royal Rumble Match.
Tuttavia, si scoprirà che Eric Bischoff ha tradito la WWE tentando di sabotare Raw, rendendone vacanti tutti i titoli per far rinascere la WCW. Dopo essere stato licenziato da McMahon e sostituito da Steve Austin come general manager di Raw, il nostro personaggio sarà incaricato di trovare i complici di Bischoff, il primo dei quali è JBL, che a sua volta è spalleggiato dall'intero roster di Smackdown e da una talpa dello stesso roster di Raw. I sospetti inizialmente cadranno su Chris Benoit e Randy Orton: il primo in quanto ex lottatore di Smackdown e il secondo perché intervenuto subito in difesa del primo. Tuttavia, dopo aver combattuto un match con Batista contro altri wrestler di Smackdown, il nostro personaggio vedrà Batista nei parcheggi uscire dalla limousine di JBL, iniziando quindi a nutrire sospetti verso di lui. Si potrà quindi decidere se accusarlo e pestarlo nei parcheggi o se continuare a credergli e affrontare i wrestler di Smackdown insieme a lui. Nel primo caso, il nostro personaggio avrà preso la decisione giusta, in quanto Batista si rivelerà l'effettivo traditore di Raw, mentre nel secondo caso si verrà malmenati dallo stesso Batista e i suoi complici di Smackdown dopo il match. Alla fine, il nostro personaggio affronterà Batista in un match valido per il titolo dei pesi massimi: vincendolo, verremo poi malmenati da Batista con l'aiuto di JBL, ma interverrà Steve Austin, che stenderà Batista con una stunner e poi farà fare a noi un'altra stunner su JBL. In questo modo, avremo completato la modalità storia di Raw. 

## Roster
| Superstars | Superstars | Divas                                  | Divas                                                            | Leggende |
| Raw | SmackDown! | Raw                                    | SmackDown!                                                       | Leggende |
| --- | --- | -------------------------------------- | ---------------------------------------------------------------- | --- |
| - Big Show - Carlito - Danny Basham - Edge - Eugene - The Hurricane - John Cena - Kane - Kurt Angle - Randy Orton - René Dupré - Rob Van Dam - Robért Conway - Shawn Michaels - Shelton Benjamin - Snitsky - Tajiri - Triple H | - Batista - Booker T - Charlie Haas - Chris Benoit - Christian - Doug Basham - Eddie Guerrero - Heidenreich - John Bradshaw Layfield - Khosrow Daivari - Mark Jindrak - Muhammad Hassan - Orlando Jordan - Paul London - Randy Orton - Rey Mysterio - Scotty 2 Hotty - Spike Dudley - Steven Richards - Sylvain Grenier - The Undertaker - William Regal | - Lita - Torrie Wilson - Trish Stratus | - Christy Hemme - Joy Giovanni - Michelle McCool - Stacy Keibler | - André the Giant - Bret Hart - British Bulldog - Hulk Hogan - Hulk Hogan '80 - Hollywood Hogan - Jake Roberts - Jimmy Hart - Junkyard Dog - Mankind - The Rock - Steve Austin - Ted DiBiase |

### Campioni
Raw
- WWE Champion[4]: John Cena
- WWE Intercontinental Champion: Carlito
- World Tag Team Champions: René Duprée & Robert Conway
- WWE Women's Champion: Trish Stratus

SmackDown!
- World Heavyweight Champion[5]: Batista
- WWE United States Champion: Chris Benoit
- WWE Tag Team Champions: Khosrow Daivari & Muhammad Hassan
- WWE Cruiserweight Champion: Paul London

### Tag team e stable
- The Basham Brothers (Danny Basham & Doug Basham)
- Eugene & William Regal
- Khosrow Daivari & Muhammad Hassan
- La Résistance (René Duprée & Robert Conway)
- Tajiri & William Regal

## Arene
- Raw
- SmackDown!
- Heat
- Velocity
- Armageddon
- Backlash
- ECW One Night Stand
- Judgment Day
- New Year's Revolution
- No Mercy
- No Way Out
- Royal Rumble
- SummerSlam
- Survivor Series
- Taboo Tuesday
- The Great American Bash
- Unforgiven
- Vengeance
- WrestleMania IX
- WrestleMania 21

## Curiosità
- Questo capitolo è il primo ad avere una traduzione in italiano (soltanto su PlayStation 2).
- Questo capitolo è il primo a non includere la musica durante i match (soltanto su PlayStation 2).
- Questo capitolo è il primo a includere la presenza fisica del ring announcer e dei wrestler prima e durante le entrate.
- Questo capitolo è l'ultimo a presentare una stipulazione tutta femminile.
- Questo capitolo è il primo ad essere uscito anche per PlayStation Portable.
- Al tempo di uscita del gioco i WWE Tag Team Champions erano gli MNM, che però non erano stati inclusi nel roster. Stessa cosa vale per i World Tag Team Champions, Lance Cade e Trevor Murdoch, anch'essi non presenti.